# معادله دیراک
معادلۀ دیراک، معادله‌ای در مکانیک کوانتومی است که از گسترش معادله شرودینگر برای تابع موج ذرّات به‌دست می‌آید. برتری آن بر معادلۀ شرودینگر در این است که معادلۀ دیراک نظریه نسبیت خاص را نیز در بر می‌گیرد. این معادله را فیزیکدان بریتانیایی پل دیراک پدید آورد. خود دیراک این معادله را بر پایۀ معادله کلاین-گوردون گسترش داد. در این راه او به حالت‌هایی با تکانه زاویه‌ای j=1/2 در طبیعت پی برد. این موضوع به ویژه در دریافت حالت‌های با انرژی منفی کارایی داشت.

## مقدمه
معادلۀ شرودینگر در شکل نانسبیتی آن به شکل زیر است:
{\displaystyle [-{\frac {\hbar ^{2}}{2m}}\nabla ^{2}+V]\psi =i\hbar {\frac {\partial }{\partial t}}\psi }
این معادله بر پایۀ پنداشتهای نانسبیتی به‌دست آمده است. در این معادله، وابستگی به زمان خطی است ولی وابستگی به مکان در آن ناخطی است. این معادله نسبت به تبدیلهای گالیله ناورداست اما نسبت به تبدیلهای لورنتز ناوردا نمی‌ماند. افزون بر این معادلهٔ شرودینگر نمی‌تواند اسپین ذرات را پیش‌بینی کند و اسپین را باید دستی در پاسخهای آن نهاد. این ناکاریها فیزیک را به جستجوی معادله‌ای رهنمون کرد که چنین کمبودهایی نداشته باشد. در فیزیک با موردهایی روبرو می‌شویم که باید تصحیحهای نسبیتی را هم در شمار آوریم. از این رو باید به‌دنبال معادله‌ای باشیم که نسبت به تبدیلهای لورنتز ناوردا باشد، چرا که این تبدیلها نسبت به تبدیلهای گالیله فراگیرتر و همگانی‌تریند.

## معادلۀ دیراک
دیراک در پی یافتن معادلۀ شرودینگری به ریخت 
{\displaystyle H_{D}\Psi =E_{D}\Psi }
با همیلتونی 
{\displaystyle H_{D}=c\;{\vec {\alpha }}\cdot {\vec {p}}+\beta \;mc^{2}}
بود که عملگرهای {\displaystyle {\vec {\alpha }}}و {\displaystyle \beta }در آن نه به سازند فضا زمانی {\displaystyle x=(c\;t,\;{\vec {x}})}و نه به مشتق آن  ({\displaystyle \partial ^{\,\mu }})وابسته باشد. از سوی دیگر چون {\displaystyle H_{D}} هرمیتیست، ناگزیر  {\displaystyle {\vec {\alpha }}}و {\displaystyle \beta } هم باید هرمیتی باشند، به دیگر سخن
{\displaystyle {\vec {\alpha }}^{\dagger }={\vec {\alpha }}\quad ,\quad \beta ^{\dagger }=\beta }
باشد. از سوی دیگر همیلتونی{\displaystyle H_{D}} باید به ریخت انرژی نسبیتی
{\displaystyle (H_{D})^{2}=(c\;p)^{2}+(m\;c^{2})^{2}}
باشد. بنابراین
{\displaystyle (\alpha ^{i})^{2}=1\quad ,\quad \beta ^{2}=1}
{\displaystyle \lbrace \alpha ^{i},\beta ^{\;j}\rbrace =2\;\delta ^{ij}1}
و همچنین
{\displaystyle (\gamma ^{0})=\beta \quad ,\quad \gamma ^{j}=\beta \;\alpha ^{j}}
پس در پی یافتن معادله‌ موجی با هنج مثبت و هامیلتونی هرمیتی به معادله دیراک دست می‌یابیم که هم نسبت به مکان و هم نسبت به زمان از مرتبه یک است.
معادله دیراک، تابع موجی ذرّات با اسپین نیم یعنی فرمیون‌ها را (مانند الکترون‌ها) بیان می‌کند. ولی معادله کلاین-گوردون برای ذرّات با اسپین صفر (مانند برخی از مزون‌ها) درستست. دیراک همچنین توانست با معادله‌اش، پادماده به‌ویژه پوزیترون را سه سال پیش از یافتن آن‌ها در آزمایش پیش‌بینی کند. چنانچه هیچ نیروی بیرونی درکار نباشد، معادلهٔ دیراک به ریخت زیر نوشته می‌شود:
{\displaystyle \left(i\gamma ^{\mu }\partial _{\mu }-{\frac {mc}{\hbar }}\right)\psi =\left(i\partial \!\!\!/-{\frac {mc}{\hbar }}\right)\psi =0}
در اینجا {\displaystyle \partial \!\!\!/=\gamma ^{\mu }\partial _{\mu }} با نمادنویسی خط مورب فاینمن جمع‌ بسته می‌شود. {\displaystyle \gamma ^{\mu }} ماتریس‌های 4×4 هستند که به نام ماتریس‌های دیراک شناخته می‌شوند.
{\displaystyle \gamma _{0}=\beta ={\begin{pmatrix}1&0\\0&-1\end{pmatrix}};\;\gamma _{k}=\beta \alpha _{k}={\begin{pmatrix}0&\sigma _{n}\\-\sigma _{n}&0\end{pmatrix}}}
{\displaystyle \sigma _{n}} نیز ماتریس‌های پاولی نام دارند.

## لاگرانژی دیراک
در الگوی بهنجار ذره‌های بنیادی همهٔ ذره‌های بنیادی اسپین نیم دارند و از معادلهٔ دیراک پیروی می‌کنند. در الگوی بهنجار ذره‌های بنیادی نوترینوها وارون لپتونهای باردار هم‌خانواده‌شان بی‌جرم پنداشته می‌شوند و بنابراین از معادلهٔ دیراک بی‌جرم پیروی می‌کنند.
بنا بر نگرهٔ کوانتمی میدان برای به‌دست آوردن معادلهٔ حرکت باید از لاگرانژی میدان آغازید. برای میدانی فرمیونی آزاد مانند {\displaystyle \psi (x)} لاگرانژی دیراک را می‌توان به ریخت زیر نوشت:
{\displaystyle {\mathcal {L}}(x)={\overline {\psi (x)}}(\mathrm {i} {\overleftrightarrow {\partial \!\!\!/}}-m)\psi (x)}
که {\displaystyle \psi (x)} در آن میدانی اسپینوری با چهار سازند است و میدان همیوغ آن {\displaystyle {\overline {\psi (x)}}} و نیز عملگر مشتق‌گیر دوسویه  {\displaystyle {\overleftrightarrow {\partial }}} برابرست با
{\displaystyle {\overline {\psi (x)}}=\psi ^{\dagger }(x)\gamma ^{0}\quad ,\quad {\overleftrightarrow {\partial }}\equiv {\frac {{\overrightarrow {\partial }}_{\mu }-{\overleftarrow {\partial }}_{\mu }}{2}}}
و عملگر مشتق‌گیر همسو با پیکان رویش یا تنها بر میدانهای سوی راستش و یا تنها بر میدانها سوی چپش کاراست، بدین‌گونه که  {\displaystyle {\overrightarrow {\partial }}_{\mu }\equiv \partial _{\mu }} بوده و همان عملگر مشتق‌گیر همیشگیست. بنابراین بنا بر معادلهٔ اولر لاگرانژ در نگرهٔ کوانتمی میدان داریم:
{\displaystyle \partial _{\mu }{\dfrac {\partial {\mathcal {L}}}{\partial (\partial _{\mu }{\overline {\psi (x)}})}}-{\dfrac {\partial {\mathcal {L}}}{\partial {\overline {\psi (x)}}}}=0}
بنابراین با بازکردن لاگرانژی دیراک 
{\displaystyle {\mathcal {L}}={\overline {\psi (x)}}{\dfrac {\mathrm {i} }{2}}\gamma ^{\mu }\partial _{\mu }\psi -m{\overline {\psi (x)}}\psi (x)-{\dfrac {\mathrm {i} }{2}}(\gamma ^{\mu }\partial _{\mu }{\overline {\psi (x)}})\psi (x)}
و گرفتن مشتق از مشتق همیوغ میدان و خود همیوغ میدان و نهادن آن در معادلهٔ اولر لاگرانژ خواهیم داشت:
{\displaystyle \partial _{\mu }[-{\dfrac {\mathrm {i} }{2}}\gamma ^{\mu }\psi ]-[{\dfrac {\mathrm {i} }{2}}\gamma ^{\mu }\partial _{\mu }\psi -m\psi ]=0}
پس
{\displaystyle -\mathrm {i} \gamma ^{\mu }\partial _{\mu }\psi +m\psi =0\Rightarrow }
و سرانجام به معادلهٔ دیراک می‌رسیم:
{\displaystyle (\mathrm {i} \partial \!\!\!/-m)\psi (x)=0}
لاگرانژی دیراک را به ریخت {\displaystyle \mathrm {L} ={\overline {\psi (x)}}(\mathrm {i} \partial \!\!\!/-m)\psi (x)} هم می‌نویسند که با ریخت نوشته شده در بالا در  {\displaystyle {\dfrac {\mathrm {i} }{2}}\partial ({\overline {\psi }}\gamma ^{\mu }\psi )} توفیر دارد. ولی بنا بر قضیهٔ گوس انتگرال مشتقی کامل جمله‌ای سطحی می‌باشد که چنین جمله‌ای نسبت به وردش کنش ناورداست و از این رو پیامدی بر معادلهٔ دیراک ندارد.